# Meckatz
Meckatz (westallgäuerisch: ts Mäkhats) ist ein Gemeindeteil der Marktgemeinde Heimenkirch im bayerisch-schwäbischen Landkreis Lindau (Bodensee).

## Geographie
Das Dorf liegt unmittelbar westlich des Hauptortes Heimenkirch an der Bundesstraße 32 und der Bahnstrecke Buchloe–Lindau und zählt zur Region Westallgäu.

## Geschichte

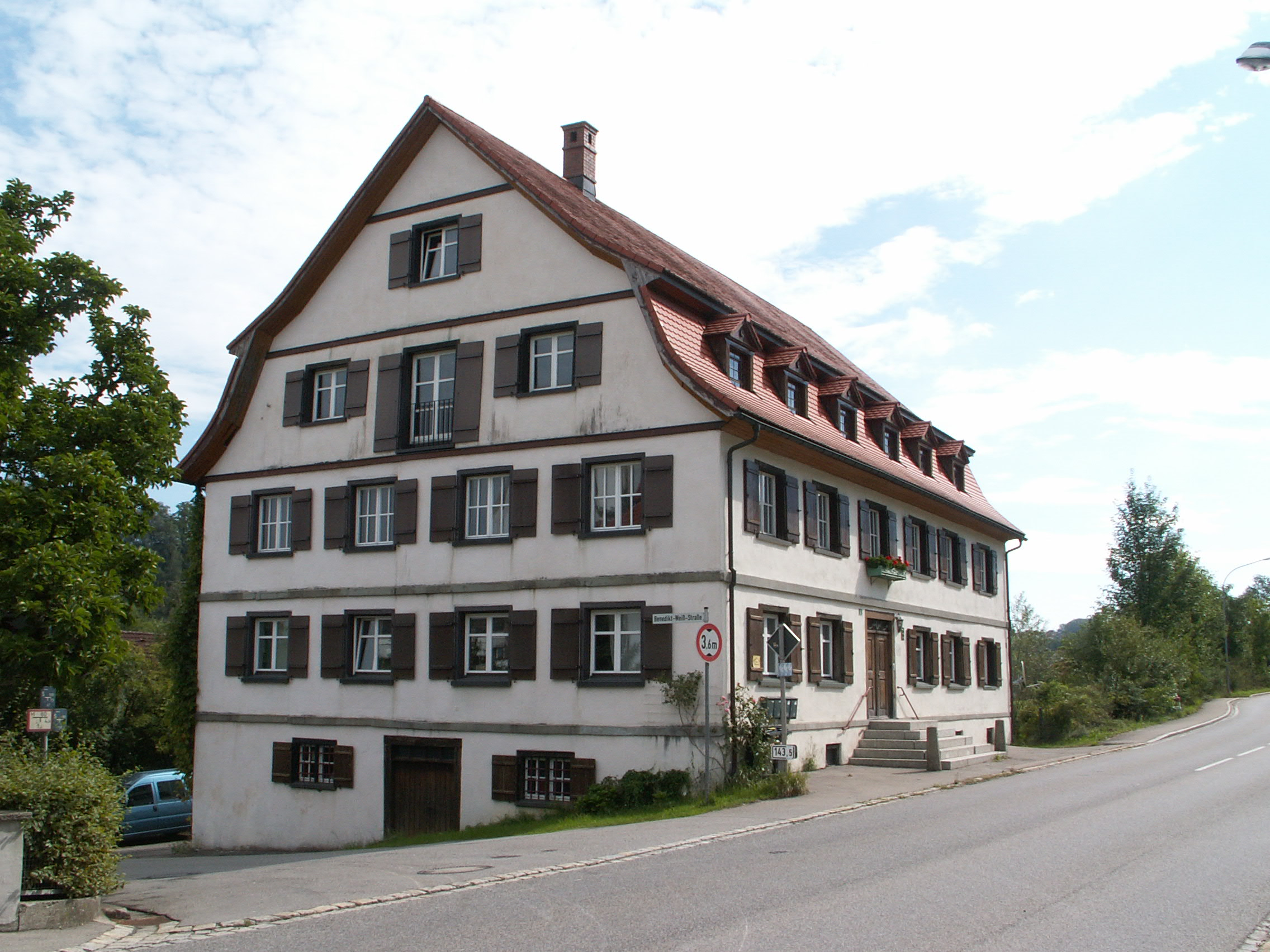
Baudenkmal in Meckatz

Bereits in der römischen Kaiserzeit befand sich im heutigen Ort ein Burgus an der Römerstraße Kempten–Bregenz.
Meckatz wurde erstmals im Jahr 1353 als Ekkarts erwähnt. Der Name leitet sich vom Personennamen Eckhart ab. Der heutige Name entstand durch eine Agglutination mit einer Präposition. 1739 fand die Vereinödung in Meckatz mit 20 Teilnehmern statt.

## Baudenkmäler
Siehe: Liste der Baudenkmäler in Meckatz

## Unternehmen
In Meckatz befindet sich die 1738 gegründete Brauerei des Meckatzer Löwenbräus.